# Cyclopeltis rigida
Cyclopeltis rigida är en ormbunkeart som beskrevs av Holtt. Cyclopeltis rigida ingår i släktet Cyclopeltis och familjen Lomariopsidaceae. Inga underarter finns listade.